# Чеченские боевики в Сирии
Чече́нские моджахе́ды в Си́рии (от араб. مجاهد‎, mujāhid — «борец за веру, за правое, священное дело»), — участники нелегальных террористических вооружённых суннитских джихадистских формирований, мотивированных исламской идеологией, принимают участие на гражданской войне в Сирии, воюют против правительства Башара Асада на стороне Хайят Тахрир аш-Шам, возглавляемых суннитами, а также на стороне террористической организации Исламское государство.
По грамматике русского языка — «моджахед», по грамматике арабского языка: единственное число — «муджахид»; множественное число — «муджахиддин», дословно переводится как «борец за веру» или «защитник веры», одновременно является наименованием участника джихада или участника священной для мусульман войны ― газават.

## Предыстория

### Вторая чеченская война
На заключительном этапе Второй чеченской войны в 2009 году и годами ранее многочисленные члены вооружённых формирований ЧРИ и Вилаята Нохчийчоь по разным причинам покинули территорию Чечни и выехали в зарубежные страны, в том числе, чтобы залечить раны, полученные в ходе войны. Большинству из них не удалось вернуться обратно для продолжения военных действий, в результате чего были вынуждены осесть за границей. Когда весной 2011 года в Сирии вспыхнула гражданская война, имевшие за плечами многолетний боевой опыт, чеченские боевики вновь взялись за оружие и присоединились к суннитскому восстанию против правящего нусейритского режима Башара Асада. Многие из них примкнули к оппозиции на самом раннем этапе, когда начавшееся в 2011 году восстание в начале 2012 года переросло в хаотичную крупномасштабную гражданскую войну.
После двух войн между Россией и ЧРИ в 1994—1996 и в 1999—2009 годах, республика стала относительно стабильной, свободной от полномасштабных военных действий. Несмотря на успехи России в ликвидации чеченской террористической верхушки — Руслана Гелаева, Хаттаба, Абу Зарра аш-Шишани, Шамиля Басаева, Доку Умарова и многих других, продолжают возникать очаги нестабильности. Последняя крупная вылазка боевиков датируется декабрём 2014 года, тогда для отражения атаки в столицу Чеченской Республики были стянуты войска и введён режим контртеррористической операции. Боевые действия между членами нелегальных вооружённых формирований и силовиками в Грозном шли с часу ночи до двух часов дня.

## История
Первые упоминания о вооружённых отрядах чеченских боевиков в Сирии появились в ряде СМИ в конце 2011 года. В октябре 2012 года зарубежные издания писали о том, что чеченцы в составе сирийских оппозиционных сил ССА и Джебхат ан-Нусра принимали участие в нападении на военную базу бригады ПВО сирийской армии под Алеппо.
Чеченские джихадисты начали массово проникать в Сирию в основном 2011—2014 годах из Чечни, и из Европы, куда они уехали во время Второй чеченской войны, спасаясь от войны, а также из Панкисского ущелья Грузии, где проживают этнические чеченцы-кистинцы, эмигрировавшие туда в период Кавказской войны. Прибыв в Сирию, первым делом они начали формировать вооружённые джамааты (араб. جماعة‎ — общество, община), которые пополняли и другие выходцы с Северного Кавказа, а также местные сирийцы и добровольцы со всего Ближнего Востока.
Есть сведения, что уроженцы Чечни занимали второе место по численности среди иностранного контингента джихадистов в Сирии, по иным источникам — первое. Оценки их численности варьируются от 3000 до 4000 человек. Известно, что они сыграли существенную роль в гражданской войне в Сирии, причём несколько десятков из них стали влиятельными командирами. Некоторые из этих командиров были ветеранами Первой и Второй чеченских войн и выполняли функции инструкторов, использую свой военный опыт для обучения и подготовки сирийской оппозиции и боевиков ИГ, а также руководили боевыми действиями.
В ноябре 2012 года на официальном сайте Имарата Кавказ «Кавказ-центр» было опубликовано обращение основателя Имарата Кавказ Доку Умарова к лидерам сирийской оппозиции. В своём выступлении он похвалил оппозицию и призвал: «не свергать Асада на деньги Турции, Саудовской Аравии, Египта, США или Великобритании только для того, чтобы на его месте появился другой человек, лояльный врагам».
По утверждению главы Чечни Рамзана Кадырова, многие выходцы из Чеченской Республики, воевавшие на стороне антиправительственных сил в Сирии, были убиты.

## Раскол
Чеченские джихадисты выступали в роли посредников в урегулировании конфликта между Джабхат ан-Нусра (ныне — Хайят Тахрир аш-Шам) и сирийской оппозицией, с одной стороны, и с ИГ, с другой.
В 2013 году подразделения Исламского государства Ирак (ИГИ) c территории Ирака вторглись в Сирию в период наиболее активной фазы гражданской войны, когда различные джихадистские группировки и сирийская оппозиция начали стремительно и последовательно захватывать города у правительственной армии Башара Асада. Филиал Аль-Каиды в Сирии (Джабхат ан-Нусра) совместно с группировкой Ахрар аш-Шам и ИГИ сыграли ключевую роль в захвате города Ракка на востоке Сирии в марте 2013 года. После захвата значительной части Сирии, руководство ИГИ провозгласило приняло название «Исламское государство Ирака и Шама (ИГИШ)», и потребовало подчинения от Джабхат ан-Нусра и других джихадистких группировок, союзных суннитской оппозиции, в чём им было отказано. На этой почве произошёл раскол, который начал разрастаться и перерос в открытую вражду. В этой связи между группировками периодически начали происходить вооружённые столкновения, пока конфликт не достиг своего апогея, после чего в конце февраля 2014 года между группировками началась масштабная война за сферы влияния в Сирии.
В начале ноября 2014 года руководство Джейш-аль-Мухаджирин валь-Ансар в лице Салахуддина Шишани встретилось с руководством ИГ в их столице Ракке и провело переговоры по примирению двух враждующих сторон. Однако разговор с руководством ИГ закончился безрезультатно. В ответ на предложение амира Джейш-аль-Мухаджирин валь-Ансар Салахуддина Шишани прекратить войну между мусульманами-суннитами, в частности с исламскими джамаатами, такими как Джабхат ан-Нусра, Ахрар аш-Шам и другими, руководство ИГ ответило отказом и заявило, что не прекратит борьбу с этими группировками, поскольку считает амиров этих фракций кафирами и муртадами. После этого лидер Джейш-аль-Мухаджирин валь-Ансар Салахуддин Шишани покинул Ракку и вернулся в Идлиб.
Чеченские боевики не остались в стороне от конфликта, в частности чеченские командиры, которые ранее взаимодействовали друг с другом, в результате в их рядах также произошёл раскол, часть из них со своими отрядами перешла на сторону ИГ, где заняла руководящие должности, а часть осталась на стороне сирийской оппозиции.
Тем не менее, некоторые чеченские джамааты, взаимодействующие с умеренными суннитскими группировками, сумели сохранить свой нейтралитет в условиях противостояния исламистских групп сирийской оппозиции и ИГ.
«Умеренные» радикалы, идентифицирующие себя с «Хайят Тахрир аш-Шам», придерживаются идеологии салафитского суннитского джихадизма и отмечают, что их главная цель — не глобальный джихад, а борьба с нусейритским режимом Башара Асада, угнетающим суннитское большинство Сирии. Но конечной их целью является перенос боевых действий на территорию Чечни, чтобы устранить российское присутствие и восстановить независимость Чечни от России. Они решительно осуждают любые террористические акции против гражданского населения и сражаются исключительно против правительственной армии режима Башара Асада.
В свою очередь, ультрарадикальные боевики, связанные с ИГ, придерживаются крайне радикальных взглядов. В основе идеологии лежат идеи глобального «джихада» и стремление захватить мир и создать единое «исламское» государство, прежде всего в странах с преимущественно мусульманским населением, в том числе на Кавказе, а также прибегают к террористическим методам ведения войны, совершая вооружённые нападения как на военных, так и на безоружных гражданских лиц. По словам Мусы Абу Юсуфа аш-Шишани, одного из главных членов ИГ, целями атак группировки являются не только военные, но и мирные европейцы и американцы, то есть представители других религиозных конфессий, чьи страны борются с ИГ:

«Там нет мирных жителей. Убейте их всех, где бы они ни были, то есть в самой Европе. Убейте лишь только одного француза, одного американца, и тогда они восстанут. Убейте их всех, где бы они ни были. В Европе» — заявил Муса Абу Юсуф аш-Шишани.
— Rus.azattyq

## Тактика
Моджахеды используют различные методы ведения боевых действий, в основном — террористические.
К основным формам ведения войны относятся:
- обстрелы позиций противника;
- засады на военные колонны;
- нападения на военные объекты в тылу врага;
- минирование путей передвижения противника и так далее[60].

Наиболее эффективной тактикой считается использование террористов-смертников, в том числе на автомобилях, начинённых взрывчаткой:
- самоподрывы самодельными взрывными устройствами в местах скопления вражеских сил;
- практически каждая крупная военная операция боевиков начинается с подрыва заминированных автомобилей на военных объектах и в местах расположения живой силы и техники противника, что облегчает им последующие действия[61].

## Командиры
Сторонники т. н. «суннитской оппозиции»:
- Абу Абдурахман Шишани — амир «Джейш-аль-Мухаджирин валь-Ансар», родом с Чечни, погиб в апреле 2013 года в Сирии до прихода туда ИГ[62][63][64][65][66][67][68][69][70][71][72][73][74].
- Абдул-Малик Шишани — амир «Аджнад аль-Кавказ»[75][76][77].
- Абдул-Хаким Шишани (Рустам Магомедович Ажиев) — амир «Аджнад аль-Кавказ»[78][79][80][81][82][83].
- Хамза Шишани (Вахмурад Мухматович Хасиев) — военный амир «Аджнад аль-Кавказ»[84][85][86].
- Абу Аль-Бара аль-Кавкази (Шишани) — один из амиров «Аджнад аль-Кавказ». Убит в 2019 году в Латакии[87].
- Абдуль-Вахид Шишани (Абдулвахид Эдельгериев) — военный амир «Джейш аль-Мухаджирин валь-Ансар»[88]. Администратор крупного информационно-аналитического ресурса боевиков Имарата Кавказ «Кавказ-центр»[89].
- Муслим Абу Валид аш-Шишани (Муслим Ахметович Маргошвили) — амир «Джунуд аш-Шам»[79][90][91][92].
- Абу Тураб Шишани (Зураб Алханашвили) — военный амир «Джунуд аш-Шам»[93][94][95].
- Зумсо аш-Шишани — один из амиров «Джамаат Тархана» (позднее — «Катаиб Ибад ар-Рахман»)[96][97].
- Умар Шишани (Умар Алиевич Бачаев, 1988 г.р) — амир «Катаиб Ибад ар-Рахман»[77][79][98].
- Тархан Газиев — амир «Катаиб Ибад ар-Рахман»[79][99][100].
- Сайфуллах Шишани (Руслан Мачаликашвили) — амир «Джейш аль-Хилафату Исламия»[101], один из амиров «Джейш-аль-Мухаджирин валь-Ансар»[102][103][104], амир «Усуд аш-Шам»[105][106][107] союзной «Джабхат ан-Нусра»[108].
- Хамза Шишани (Ваха Наибулаевич Бугиев, род. 17.05.1977 г. Гикало[109]) — 1-й амир «Имарат Кавказ фи Шам» (Имарат Кавказ в Сирии)[110][111].
- Салахуддин Шишани (Файзуллах Маргошвили) — амир «Джейш-аль-Мухаджирин валь-Ансар»[112][113][114] и «Джейш аль-Усро» (Имарат Кавказ фи Шам)[79][115][116][117][118].
- Хайруллах Шишани — один из амиров (заместитель амира) «Джейш аль-Усро» (Имарат Кавказ фи Шам)[119].
- Сайфул-Ислам Шишани — военный амир «Джейш аль-Усро»[120][121].
- Наиб Шишани — один из амиров «Джейш-аль-Мухаджирин валь-Ансар»[122][123][124].
- Моханнад Шишани — военный амир «Джейш аль-Мухаджирин валь-Ансар»[113][125][126].
- Мухаммад Шишани — военный амир джамаата Сайфуллаха Шишани (Усуд аш-Шам)[126][127][128][129][130][131][132].
- Аль Бара Шишани — военный амир «Лива аль-Мухаджирин валь-Ансар»[133][134][135], военный инструктор[136].
- Абу Бакр Шишани (Абу Бакар Мачаликашвили) — амир «Сайф аш-Шам»[137], бывший командир «Аджнад аль-Кавказ»[138], также бывший военный амир в «Джунуд аш-Шам»[139].
- Халид аш-Шишани — один из авторитетных джихадистских деятелей[140], один из военных инструкторов «ХТШ»[141][142][143][144][145].
- Али аш-Шишани — амир «Мальхама Тактикал», военный инструктор[39][146][147][148][149]. Противник ИГ[150].
- Абу Муса Шишани — военный амир «Ансар аш-Шам»[77][104][151][152][153][154].

Сторонники «ИГ»:
- Абу Умар аш-Шишани (Тархан Батирашвили) — военный амир ИГ в Сирии[155][156][157].
- Абу Сайфуллах Шишани (Магомед-Али Эмиевич Исраилов, род. 3.01.1988, Курчалой, Шалинский район, ЧИАССР[158]) — военный амир столицы ИГ города Мосул, руководил обороной Мосула, возглавлял отряды ИГ в Сирии и Ираке, религиозный проповедник[159][160].
- Абу Саид аш-Шишани (Тамаз Батирашвили) — амир чеченского отряда ИГ «Барра Шишани», начальник контрразведки ИГ[161][162].
- Ахмад Шишани (Ахмед Раджапович Чатаев) — один из старших командиров ИГ, амир «Катибат Ярмук»[163][164][165].
- Абу Абдуллах аш-Шишани — амир чеченской бригады ИГ «Катибат Аль-Акса», до вступления в ИГ был военным амиром «Джейш-аль-Мухаджирин валь-Ансар» при Абу Умаре аш-Шишани[166][167].
- Альбара Шишани (Цезарь Тохосашвили) — амир «Ансару Шариа», заместитель военного амира ИГ в Сирии[95][168][169][170]. Его отряд базировался в горной местности в провинции Латакия[171][172][173][174].
- Абу Ибрахим Шишани (Алхазур Мовлидович Дасаев, род. 01.03.1969, Ачхой-Мартан, ЧИАССР[175]) — один из старших командиров ИГ[176][177][178], руководитель учебного центра ИГ[179][180][181][182], полевой командир во время Второй чеченской войны[183].
- Абу Умар Грозненский (Магомед Усманович Диресов, род. 02.04.1987 г., Грозный, ЧИАССР[184][185]) — военный амир чеченского батальона ИГ «Катибат аль-Акса»[77][186][187][188].
- Муса Абу Юсуф аш-Шишани (Муса Арсенович Килоев, род. 15.08.1991, село Шатой, Шатойский район, ЧИАССР[175]) — один из лидеров ИГ, шариатский кадий (судья) ИГ и пропагандист, суннитский проповедник, участник войн в Сирии и Ираке. Убит в Ираке 20 августа 2015 года[159][189].
- Хайруллах Шишани (Ислам Русланович Батаев, род. 23.04.1994, ст. Шелковская, Шелковской район, ЧР[184]) — военный амир бригады (ИГ) «Катибат аль-Акса», участник войн в Сирии и Ираке[190][191].
- Абдуллах Шишани — военный амир подразделения ИГ «Катибат Бадр». Командовал наступлением ИГ в Абу-Кемале и в Пальмире[192][193].
- Абу Хафс аш-Шишани — амир «Катибат Аль-Акса» (ИГ)[194].
- Адам Шишани — амир «Катибат Аль-Акса». Командовал операциями ИГ в Кобани[194].
- Абдул-Халим Шишани — амир «Катиба Бадр» (ИГ)[194].
- Хаттаб Шишани — амир «Катиба Мувахиддин» (ИГ)[194][195].
- Абдуллах Абу Мухаммад Шишани — амир «Катиба Инналь Наср ва Инна шахада» (ИГ). Владел арабским языком[194][196].
- Абдуль-Ваххаб аш-Шишани — один из амиров «Катиба Бадр» (ИГ)[194].
- Мухаммад Шишани — амир отряда смертников ИГ[194].
- Сурхо Дудаев — один из амиров подразделения ИГ «Катиба Бадр»[197].

из не официальных источников:
- Шейх Салах аш-Шишани — один из амиров «Джейш-аль-Мухаджирин валь-Ансар», союзник «Джабхат ан-Нусра»[198].
- Абу Али аш-Шишани — один из ведущих членов «Джабхат ан-Нусра» в Сирии[199][200][201].
- Халид Абу Анас аш-Шишани — наиб (заместитель) амира «Ахрар аш-Шам»[202][203][204][205].
- Адам аш-Шишани — один из руководителей «Аджнад аль-Кавказ»[206][207].
- Абу Хамза аш-Шишани — руководитель подразделения[208].
- Абу Бакр аш-Шишани — амир «Ахрар аш-Шам»[209].
- Абу Хишам аш-Шишани — руководитель производства бомб и мин ИГ[210][211][212].
- Абу Анас аш-Шишани — один из командиров ИГ. Участник войн в Сирии и Ираке[213][214][215][216][216][217][218].
- Джундуллах Шишани — полевой командир ИГ, приближённый Абу Умара аш-Шишани. Родился в Панкисии. Убит 8 декабря 2014 года во время боестолкновения в городе Кобани[219][220][221][222][223][224]. В том же году в Сирии был убит его брат[225].
- Сайфулла-Ислам Шишани — полевой командир ИГ в иракском городе Байджи[4].
- Абу Шамиль аш-Шишани — один из полевых командиров ИГ[210][211][212].
- Абу Аюб аш-Шишани — полевой командир ИГ[226].

## Структура
Выходцы из Чечни занимали высшие военные должности как в джихадистких джамаатах, близких к суннитской оппозиции, так и в радикальных организациях, включая ИГ. В их состав входили представители различных мусульманских национальностей, а некоторые из них в основном или частично состояли из чеченцев.
В системе вооружённых джихадистких группировок существовали должности следующего вида:
- Амир — общий руководитель джамаата, возглавляет общее командование;
- Военный амир — руководящий боевыми операциями джамаата;
- Наибы — заместители;
- Амиры разведывательно-штурмовых групп;
- Кадий — глава шариатского комитета;
- Дааватчик — требующий знания.

| Группы, где в руководстве преобладали чеченские моджахеды |                                    |
| 12 военных фракций, союзных СО                            | 8 военных фракций, входящих в «ИГ» |
| Хайят Тахрир аш-Шам                                       | Катибат Аль-Акса                   |
| Лива аль-Мухаджирин валь-Ансар                            | Барра Шишани                       |
| Аджнад аль-Кавказ                                         | Ансару Шариа                       |
| Джунуд аш-Шам                                             | Катибат Мувахиддин                 |
| Катаиб Ибад ар-Рахман                                     | Катибат Инналь Наср ва Инна шахада |
| Ансар аш-Шам                                              | Катибат Ярмук                      |
| Ахрар аш-Шам                                              | Катибат Бадр                       |
| Мальхама Тактикал                                         | Катибат Муслима Шишани             |
| Джамаат Ахадун Ахад                                       |                                    |
| Усуд аш-Шам                                               |                                    |
| Джейш аль-Усро                                            |                                    |
| Сайф аш-Шам                                               |                                    |

Одной из первых и наиболее крупных бригад, созданных чеченцами в целях борьбы против режима Башара Асада в Сирии, была «Катаиб аль-Мухаджирин», которая впоследствии получила название «Лива аль-Мухаджирин валь-Ансар». Её возглавили уроженцы Чечни Абу Абдурахман Шишани и Абу Абдуллах аш-Шишани и уроженцы Панкисии чеченского происхождения Сайфуллах Шишани и Абу Умар аш-Шишани. Роль старшего амира в ней выполнял Абу Умар аш-Шишани, ответственный за общую координацию деятельности. Далее ниже в структуре стояли — наиб (заместитель) старшего командира, которым был назначен Сайфуллах Шишани, по совместительству занимавший должность амира структурного подразделения в составе бригады. Амирами других групп внутри бригады являлись Салахуддин Шишани и Абу Абдурахман Шишани, который погиб на начальном этапе войны, в феврале 2013 года. Военное руководство операциями в структуре организации осуществлял — военный амир, им был Абу Абдуллах аш-Шишани. Амиром по разведывательно-штурмовой части бригады был выбран — Наиб Шишани. Шариатский комитет катаиба представлял — Абдул-Халим аш-Шишани. Военным муаскаром бригады (учебный центр военной подготовки) руководил Абу Ибрахим аш-Шишани.

## Оценка
Известные международные, европейские и западные средства массовой информации, независимые журналисты, военные аналитики и эксперты активно отслеживали и широко освещали деятельность чеченских боевиков в Сирии. 17 октября 2014 года популярное французское издание «L’Obs» опубликовало статью, посвящённую боевикам из Чечни, воюющим в гражданских войнах в Сирии и Ираке на стороне антиправительственной оппозиции. Автором статьи является журналист и редактор данного журнала Жан-Батист Ноде. В статье говорится следующее:

«Чеченские бойцы, которых выковали вековые традиции сопротивления захватчикам, были вынуждены бежать с родного Северного Кавказа из-за последовавших за кровопролитными войнами 1990-х и 2000-х годов репрессий, но сегодня вновь появляются с оружием в руках уже на Ближнем Востоке. Они превратили Сирию, а затем и Ирак в новое поле битвы для демонстрации своих боевых подвигов» — Жан-Батист Ноде.
— Новая кровавая сага чеченцев («Le Nouvel Observateur», Франция)
27 марта 2014 года американский военный обозреватель, основатель и главный редактор англоязычного журнала «The Long War Journal» Билл Роджио, разместил статью о чеченских боевиках в Сирии, в которой он написал об их роли в сирийском конфликте. По его словам, выходцы из Чечни сыграли значительную военную роль в гражданской войне в Сирии:

«Руководимые чеченцами группы джихадистов были одними из самых яростных подразделений в гражданской войне в Сирии. Чеченцы занимают видные должности в отрядах джихадистов, воюющих в Сирии. Умар аш-Шишани, командир ИГИЛ, и его боевики постоянно находятся на передовой в боевых действиях. Другой чеченец, Салахуддин Шишани, служит эмиром армии мухаджиров. Известно, что сотни боевиков с Северного Кавказа и России сражаются в рядах джихадистских группировок в Сирии, которыми командуют чеченские лидеры. Два высокопоставленных чеченских командира Сайфуллах Шишани и Мухаммад аш-Шишани были убиты в этом году во время боёв с сирийскими правительственными войсками в Алеппо» — Билл Роджио.
— Chechen al Qaeda commander, popular Saudi cleric, and an Ahrar al Sham leader spotted on front lines in Latakia («FDD's Long War Journal», USA)
8 декабря 2014 года немецким журналистом Маркусом Венером, автором статей ведущей немецкой газеты «Frankfurter Allgemeine Zeitung», была выпущена очередная статья, в частности, под заголовком «Война в Сирии: ударная группа джихада», как в материале отмечает автор, чеченцы пользуются самым высоким авторитетом среди джихадистов в Сирии и Ираке:

«Среди джихадистов, воюющих в Сирии и на севере Ирака, особым уважением пользуются чеченцы, поскольку они являются опытными воинами, получившими боевой опыт в столкновениях с регулярной российской армией» — Маркус Венер.
— Der Stoßtrupp des Dschihad (Frankfurter Allgemeine Zeitung, 2014)
В своей книге «Исламское государство. Армия террора» иностранные журналисты Майкл Вайс и Хасан Хасан ссылаются на мнение Криса Хармера, аналитика Американского института изучения войны. Он склоняется к мнению, что чеченские корни Тархана Батирашвили стали главным фактором его продвижения по джихадисткой иерархии в Сирии.

«Чеченцы — это отдельная группа среди иностранных джихадистов. Будь я в Военном совете ИГИЛ, я бы не стал использовать парня, который имеет опыт войны против русских, в качестве шахида. Я бы сделал его командиром» — Крис Хармер.
— Из книги Майкла Вайса и Хасана Хасана «Исламское государство. Армия террора» (М.: Альпина нон-фикшн, 2016)
Международный аналитический центр «International Crisis Group», проводящий исследования и анализ глобальных кризисов в мире, давая оценку деятельности чеченских боевиков в Сирии и Ираке, повествует: 

 «Северо-кавказцы воюют в Ираке и Сирии не только за ИГ, но и за „Джабхат ан-Нусра“, а также в составе повстанческих группировок, не связанных ни с одной из них и в основном подчиняющихся чеченским командирам. Благодаря своей репутации бесстрашных бойцов, чеченцев часто быстро продвигают до командования небольшими группами или на должностей второго и третьего ранга в ИГ. Абу Омар (Умар) Шишани, самый высокопоставленный северо-кавказский боевик в ИГ, по некоторым данным, был ранен или убит в ходе недавнего авиудара США. Его военные успехи, особенно руководство операциями по захвату иракской провинции Анбар и некоторых частей восточной Сирии, как известно, помогли Абу Бакру аль-Багдади провозгласить свой халифат». — The North Caucasus Insurgency and Syria: An Exported Jihad? («Crisis Group», Брюссель, 16 марта 2016)

## Союзники
По некоторым данным, умеренные чеченские джихадисткие джамааты опираются на помощь Турции. В частности, руководство групп «Аджнад аль-Кавказ» и «Джунд аш-Шам» не скрывают своей лояльности к Турции и того, что получает помощь из этой страны..
В октябре 2022 

## Численность
Согласно оценкам представителей чеченской диаспоры в Европе, сотни представителей их диаспор из Европы отправились в Сирию, чтобы воевать в рядах сирийской оппозиции против режима Башара Асада.
Между тем, в июне 2013 года руководство Чеченской Республики официально признало, что в ближневосточном регионе воют до 1700 уроженцев Чечни. В том же году, согласно информации, распространённой интернет-ресурсами боевиков, а также в российских СМИ, в Сирии был убит Рустам Гелаев, сын одного из руководителей ЧРИ Руслана Гелаева. Отмечается, что Рустам погиб, сражаясь на стороне сирийской оппозиции.
В феврале 2015 года, по информации спикера парламента Чеченской Республики Магомеда Даудова, численность чеченских боевиков в Сирии насчитывала свыше трёх тысяч человек.

«…Сейчас самая большая проблема у нас — это то, что больше трех тысяч молодых наших ребят участвуют в Сирии…», — сказал Даудов.

Общее число чеченских боевиков в Сирии, в том число прибывших из Чечни, Европы и других мест, колебалось в пределах 4000.

## Наиболее известные участники
- Сайфуллах Шишани

Настоящее имя — Руслан Мачаликашвили, уроженец Панкисии, участник войн в Чечне, Афганистане и Сирии. Сайфуллах перебрался из Турции в Сирию в конце 2012 года, где вскоре познакомился с Умаром Шишани. Он стал его заместителем в преимущественно кавказской группировке «Джейш аль-Мухаджирин валь-Ансар». В 2013 году из-за разногласий с последним он со своей группой «Усуд аш-Шам» вышел из «ДМА» и действовал самостоятельно в союзе с другими чеченскими командирами в Сирии. 27 августа 2013 года было объявлено об объединении его отряда с отрядами амиров Абу Мусы Шишани и Муслима Абу Валида аш-Шишани. Убит во время штурма асадитской тюрьмы в Алеппо 6 февраля 2014 года.
- Наиб Шишани

Наиб Шишани

Сайфул-Ислам Шишани

Активный участник гражданской войны в Сирии. Наиб имел полномочия амира разведывательно-штурмовой группы в «Джейш-аль-Мухаджирин валь-Ансар». До войны в Сирии был знаком с другими чеченскими амирами в Сирии, в частности, с Салахуддином Шишани и Ахмадом Шишани. Погиб на раннем этапе войны в бою с асадитами в Алеппо в 2013 году.
- Абу Абдурахман Шишани

Хайруллах Шишани (Джейш Усро)

Абдуллах Шишани (Катиба Бадр)

Уроженец Чечни, активный участник начального этапа гражданской войны в Сирии. Вместе с Абу Умаром Шишани считается одним из первых амиров «Джейш-аль-Мухаджирин валь-Ансар», а также один из первых чеченских командиров, убитых на начальном этапе гражданской войны в Сирии. Погиб в апреле 2013 года до того, как группировка ИГ появилась в Сирии.
- Сайфул-Ислам Шишани

Активный участник гражданской войны в Сирии. Известно, что Сайфул-Ислам был родом из города Грозный и уехал в Сирию в 2013 году, когда ему исполнилось 18 лет. Занимал должность военного амира «Джейш аль-Усро». Погиб в Алеппо в 2016 году в возрасте 21 года.
- Хайруллах Шишани

Уроженец Чечни, активный участник гражданской войны в Сирии. Амир «Джейш аль-Усро» (Имарат Кавказ фи Шам). Он воевал в отряде Сайфуллаха Шишани, после его смерти перешёл в подчинение Салахуддина Шишани, став его заместителем.
- Салахуддин Шишани

Настоящее имя — Файзуллах Маргошвили, уроженец Панкисии. Активный участник второй чеченской войны и сирийской гражданской войны. Занимал должность Верховного амира «Джейш-аль-Мухаджирин валь-Ансар» с конца 2013 года, после того как бывший лидер «ДМА» Абу Умар аш-Шишани вместе с другими боевиками перешёл в «ИГ», а также в 2013 году был убит другой лидер «ДМА» Абу Абдурахман Шишани. Есть сведения, что Салахуддин также был командующим Северным фронтом повстанцев и возглавлял отряд «Джейш аль-Усро», который ассоциировал себя с террористической исламистской организацией Кавказский эмират. Убит в сельской местности в Хаме на северо-западе Сирии в декабре 2017 года.
- Абу Сайфуллах Шишани

Абу Сайфуллах Шишани

Настоящее имя — Магомед-Али Эмиевич Исраилов, родился 3 января 1988 года в селе Курчалой Шалинского района ЧИАССР. Активный участник суннитских восстаний в Сирии и Ираке, один из старших амиров ИГ, военный амир Мосула (столица ИГ), руководил обороной Мосула, возглавлял отряды ИГ в Сирии и Ираке, а также был религиозным проповедником и в совершенстве владел арабским языком. Из-за его красноречивых проповедей на чеченском языке начался большой отток чеченской молодёжи в Сирию, чтобы примкнуть к ИГ. Погиб в Мосуле 4 июня 2017 года.
- Абу Ибрахим Шишани

Абу Ибрахим Шишани

Настоящее имя — Алхазур Мовлидович Дасаев, родился 1 марта 1969 года Ачхой-Мартан. Активный участник суннитских восстаний в Сирии и Ираке. Являлся одним из старших командиров ИГ и возглавлял учебно-тренировочный центр ИГ. До перехода в ИГ он занимал ту же должность в «Джейш аль-Мухаджирин валь Ансар». Во время второй чеченской войны был полевым командиром и действовал в районе Ачхой-Мартана. 2000-х годах арестован российскими властями, после освобождения уехал из Чечни в за границу. Убит 2 мая 2015 года в Ираке в городе Байджи.
- Муса Абу Юсуф аш-Шишани

Муса Абу Юсуф аш-Шишани

Настоящее имя — Муса Арсенович Килоев, родился 15 августа 1991 года в cеле Шатой Шатойского района ЧИАССР. Участвовал во второй чеченской войне в качестве члена Джамаата Нохчийчоь. По данным источников, несмотря на свой молодой возраст, он воевал на стороне талибов в Афганистане, в составе Аль-Каиды в Мали и Йемене, и в Сирии и Ираке в составе ИГ. Являлся дааватчиком (проповедником) и шариатским кадием ИГ. Выступал в пропагандистских видео-роликах ИГ. В совершенстве владел тремя языками — чеченским, русским и арабским. Популяризировал себя религиозными проповедями через Youtube. Убит в иракском городе Байджи 20 августа 2015 года.
- Абу Умар Грозненский

Абу Умар Грозненский

Настоящее имя — Магомед Усманович Диресов, родился 2 апреля 1987 года в городе Грозный, проживал в Грозном. Активный участник суннитских восстаний в Сирии и Ираке. В 2014 году выехал в Сирию, где стал руководителем (военным амиром) чеченского батальона ИГ «Катибат аль Акса». Убит в Ракке.
- Абдуллах Шишани

Уроженец Чечни, активный участник гражданской войны в Сирии. Военный амир батальона ИГ «Катибат Бадр». Командовал наступательными действиями ИГ в Абу-Кемале и Пальмире. Убит в Сирии.
- Хаттаб Шишани

Настоящее имя — Хасан Ганиевич Халитов (Узаров), родился 19 июня 1990 года, уроженец н.п. Закан-Юрт Ачхой-Мартановского района ЧР. Псевдоним — Хаттаб Шишани. Оппозиционный блогер, сторонник Ичкерии, активный участник гражданской войны в Сирии в составе группировки «Аджнад аль-Кавказ», воюющей на стороне сирийской оппозиции во главе с суннитами, участвовал в боях против режима Башара Асада и российских войск в Сирии. Затем, как и многие другие чеченцы, приостановил боевые действия, не желая участвовать во внутренних конфликтах сирийской оппозиции, и обосновался на территории Турции. Ведёт блог, где критикует пророссийские власти в Чечне. В 2021 году в Турции были задержаны граждане России, готовившие покушение на Халитова и на других уроженцев Чечни.
- Зумсо аш-Шишани

Амаев, Хаважи Хасанович, 02.01.1980 г.р. уроженец н.п. Зумсой Итум-Каленского р-на ЧР, радиопозывные Зумсо, Абу-Таур, Абу-Дауд, активный участник Второй чеченской войны, — руководил одним из секторов в составе Юго-Западного фронта. С 2012 года (по другим данным, с 2011 года) участвовал в гражданской войне в Сирии, где воевал на стороне оппозиции, возглавляя «Джамаат Тархана», впоследствии принявший название «Катаиб Ибад ар-Рахман». С февраля 2022 года состоял в чеченском батальоне имени шейха Мансура, который воюет на стороне украинских вооружённых сил. С августа 2022 года заместитель командира ОБОН МО ЧРИ в Украине.
- Абу Муса Шишани

Уроженец Панкисии, активный участник гражданской войны в Сирии. Его личность не установлена. Военный амир группы «Ансар аш-Шам», насчитывающей до 2500-3000 членов. Помимо родного чеченского языка Муса свободно владеет арабским языком. В июле 2013 года Министерство иностранных дел России опубликовало заявление, в котором говорится, что одну из исламистских группировок, воюющих против Башара Асада, возглавляет чеченец Абу Муса Шишани, который является военным амиром (военный руководитель) «Ансар аш-Шам». В 2014 году он возглавлял крупномасштабное наступление исламистских повстанческих групп на провинцию Латакия. Помимо Латакии, его группа действует и в провинции Идлиб, а также оказывает гуманитарную помощь местным жителям.
- Муслим Абу Валид аш-Шишани

Настоящее имя — Муслим Ахметович Маргошвили, уроженец Панкисии, активный участник Первой и Второй чеченских войн и гражданской войны в Сирии. Кроме родного чеченского языка владеет русским и арабским языками. В 2013 году выехал в Сирию, где вместе с другими уроженцами Чечни сформировал военную фракцию «Джунуд аш-Шам» в целях поддержки сирийской оппозиции.
- Абу Тураб Шишани

Настоящее имя — Зураб Алханашвили, 1971 года рождения, уроженец Ахметского района Грузии (Панкисское ущелье). Участник гражданской войны в Сирии. Военный амир Джунуд аш-Шам, заместитель Муслима Шишани.
- Абу Бакр Шишани

Уроженец Панкисии, активный участник Второй чеченской войны и гражданской войны в Сирии. Амир не большего отряда «Сейф аш-Шам». В течение нескольких лет исполнял роль военного амира Джунуд аш-Шам, затем вступил в ряды Аджнад аль-Кавказ в качестве командира, через некоторое время покинул и эту группу и создал свой джамаат «Сайф аш-Шам».
- Абдул-Хаким Шишани

Рустам Магомедович Ажиев. Активный участник второй чеченской войны и гражданской войны в Сирии. Командовал центральным фронтом сепаратистов во время второй чеченской войны. В 2009 году он отправился в Турцию залечивать раны, полученные в ходе боевых действий в Чечне, когда через 2 года началась война в Сирии, он отправился туда и организовал группировку боевиков «Аджнад аль-Кавказ», состоящую в основном из чеченцев.
- Хамза Шишани

Вахмурад (Зелим) Мухматович Хасиев. Активный участник второй чеченской войны и гражданской войны в Сирии. Военный амир «Аджнад аль-Кавказ». Родом из Хасавюрта, погиб в Хаме 3 марта 2019 года.
- Халид аш-Шишани

Уроженец Чечни, активный участник гражданской войны в Сирии. Военный инструктор, занимавший военные должности в организациях «Ахрар аш-Шам» и «Хайят Тахрир аш-Шам». В одном из интервью, которое он дал журналисту радио «Свобода» и автору академического сайта «Chechensinsyria.com» Джоанне Паращук, которая отслеживает деятельность чеченских, в частности, и русскоязычных джихадистов в Сирии, Халид сказал, что он родом из Чечни, и что в боевых действиях в Чечне участия не принимал, однако он пытался примкнуть к боевикам во время второй чеченской войны и не нашёл к ним пути. В своё время руководство «Джабхат ан-Нусра» предложило ему должность военного советника их организации, однако он отклонил это предложение.
- Али аш-Шишани

Уроженец Чечни, активный участник гражданской войны в Сирии. Амир и военный инструктор «Мальхама Тактикал». Согласно его интервью информационному ресурсу «Newcaucasus.com», родом он с Чечни, но не принимал участия во второй чеченской войне в связи с тем, что он был ребёнком в период активной фазы, а к тому времени, когда он стал дееспособным, боевики чеченского сопротивления уже действовали глубоко в горах и лесах, и дорога к ним была труднодоступной.
- Умар Шишани

Настоящее имя — Умар Алиевич Бачаев, 1988 года рождения, уроженец Чечни, активный участник второй чеченской войны и гражданской войны в Сирии. Служил заместителем в джамаате Тархана Газиева. Умар участвовал в боевых действиях в Чечне с 2007 по 2012 год. Примерно в 2012 году он покинул Чечню и отправился в Турцию в составе группы Газиева, а оттуда в 2013 году направился в Сирию для участия в войне на стороне анти-правительственных сил Сирии, где стал исполнять роль амира джамаата «Катаиб Ибад ар-Рахман».
- Аль Бара Шишани

Уроженец Чечни, активный участник гражданской войны в Сирии, — военный амир Лива аль-Мухаджирин валь-Ансар. Он родом из Чечни, перебрался в Сирию в 2013 году. Военный инструктор, занимается обучением сирийских оппозиционеров военному делу, также ведёт личную страницу в социальных сетях под именем «Chechen tactical».
- Абу Умар аш-Шишани

Настоящее имя — Тархан Тимурович Батирашвили, уроженец Панкиссии, активный участник войн в Сирии и Ираке. Сооснователь преимущественно северо-кавказской группировки «Джейш-аль-Мухаджирин валь-Ансар». Помимо чеченского, грузинского и русского языков, он знал арабский язык. В конце 2013 года присягнул лидеру ИГ и стал военным амиром группировки в Сирии, а затем стал министром обороны ИГ и одной из ключевых фигур ИГ. Ликвидирован в 2016 году в Ираке.
- Абу Саид аш-Шишани

Настоящее имя — Тамаз Тимурович Батирашвили, уроженец Панкисии. Брат Абу Умара Шишани. Как и его брат, был одним из ведущих членов ИГ и возглавлял контрразведку и чеченский отряд ИГ «Барра Шишани». Убит в Сирии провинции Идлиб в 2018 году.
- Ахмад Шишани

Настоящее имя — Ахмед Раджапович Чатаев, уроженец Веденского района ЧР. Один из старших командиров ИГ в Сирии, командовал подразделениями ИГ «Катибат Ярмук». Участвовал во Второй чеченской войне.
- Альбара Шишани

Настоящее имя — Цезарь Тохосашвили, уроженец Панкисии. Амир джамаата Ахадун Ахад, воевавшего в союзе с сирийской оппозицией. Позже присягнул ИГ и возглавил группу «Ансару Шариа», а также один из заместителей военного амира ИГ Абу Умара аш-Шишани.
- Хайруллах Шишани

Ислам Русланович Батаев, родился 23 апреля 1994 года в станице Шелковская Шелковского района ЧР. Военный амир отряда (ИГ) «Катибат Аль-Акса», участник гражданских войн в Сирии и Ираке. Убит близ Киркука в Ираке в августе 2015 года.

## Известные военные операции
Чеченские боевики принимали активное участие практически во всех крупных военных операциях на территории Сирии и Ирака с 2012 по 2020 год:
- Нападение на базу ПВО сирийской армии под Алеппо 2012 году;
- Наступление на Алеппо в октябре 2012 года[332];
- Наступление в северо-восточной провинции Алеппо и захват военной базы асадитов 9 апреля 2013 года[333];
- Нападение на военные части асадитов в провинции Алеппо 10 апреля 2013 года: захват большого количества трофеев — семи складов с оружием, тысячи стволов АК различных модификаций, РПК, ДШК, ПКВТ, миномёты, боеприпасы и так далее[334];
- Разгром крупной военный колонны асадитов из засады в Алеппо в апреле 2013 года[335];
- Захват военного аэродрома Менаг в Аазазе на границе с Турцией в апреле 2013 года[335][336];
- Взятие Кафр-Хамра под руководством Салахуддина Шишани в январе 2014 года[337][338];
- Операция по освобождению провинции Латакия под названием «Муаракат аль-Анфаль» («Битва за военные трофеи») под командованием Абу Мусы Шишани, военного амира «Ансар аш-Шам» в марте 2014 года[96][153];
- Штурм батальоном ИГ «Катибат Аль-Акса» 121-го артиллерийского полка асадитов под руководством Абу Умара Грозненского в 2014 году;
- Штурмовая операция и захват стратегической высоты в местности Шувейха 22 марта 2014 года[339][340];
- Бои за центральную тюрьму в Алеппо 6 февраля 2014 года, где погиб один из амиров, командовавших штурмом, Сайфуллах Шишани[339];
- Наступление на Лерамон 11 мая 2014 года[341];
- Штурм форпоста асадитов в Лерамоне (Халеб)[339][342];
- Штурм 17-го дома на подступах к базе асадитов в Лерамоне[339];
- Один из лидеров сирийской оппозиции Шейх Мухайсан поблагодарил боевиков ДМА за помощь в сражении с асадитами в Шейх Наджар в 2014 году[339][343];
- Взятие города Кассаб у правительственной армии в начале 2014 года[344][345][346];
- Бои за город Айн-эль-Араб (Кобани) в 2014 году[347];
- Бои в провинции Найнава (Ирак) в июне 2014 года[348];
- Взятие города Мосул (Ирак) отрядом Абу Умара Шишани 10 июня 2014 года[349];
- Наступление на провинцию Идлиб в 2015 году;
  - Вторая битва и взятие Идлиба в марте 2015 года[350];
- Взятие села Иштабрак в Джиср-эш-Шугур 24 апреля 2015 года[351];
- Взятие города Джиср-эш-Шугур в провинции Идлиб в мае 2015 года[352];
- Наступление на северо-западе Сирии (апрель-июнь 2015 года)[353];
- Наступление в Латакии 2015 году[354];
- Наступление на Латакию в 2016 году[355];
- Наступление на Алеппо (октябрь-ноябрь 2016 года)[356];
- Наступление в Хаме в 2016 году[357];
- Бои за город Бейдж (Ирак) в 2016 году[358];
- Наступление в Хаме (март-апрель 2017 года)[359];
- Бои на северо-западе Сирии (октябрь 2017 — февраль 2018)[360][361];
- Совместный рейд Аджнад аль-Кавказ и Мальхама Тактикал на базу правительственных войск в Латакии в 2017 году[362];
- Рейды против правительственных сил в западной провинции Алеппо (май-июль 2017 года)[363];
- Оборона Мосула (Ирак) под руководством Абу Сайфуллаха Шишани в 2017 году[364];
- Рейды на позиции сирийских войск под Алеппо[365];
- Рейды на позиции сирийских войск в Латакии[352][366];
- Рейд на базу сирийской армии и России в ноябре 2018 года, в результате которого были убиты 18 солдат сирийской армии и 7 российских солдат[367];
- Наступление на северо-западе Сирии (апрель-август 2019 года);
- Наступление на северо-западе Сирии (декабрь 2019 — март 2020).

## Вооружение
Большая часть используемого боевиками оружия была захвачена у сирийской армии, оснащённой в основном советским оружием. В результате захвата военных объектов значительное количество этого оружия, в том числе крупнокалиберного, попадало в руки боевиков. Так, 10 апреля 2013 года чеченские боевики взяли под контроль очередную военную базу сирийской армии в Алеппо, где захватили большое количество трофеев.
Стрелковое оружие:
- АК различных модификаций
- ПК
- РПК
- Винторезы
- Пистолеты

Крупнокалиберные пулемёты:
- ДШК
- ПКВТ

Ручные гранатомёты:
- РПГ-7, РПГ-26

Автоматические гранатомёты:
- АГС-17

Зенитные установки:
- Шилка

Артиллерийские орудия:
- Пушки разных калибров
- Миномёты
- Миномёты кустарного производства
- Безоткатное орудие

Другие:
- Самодельные взрывные устройства
- Пояса смертника
- Гранаты
- Фугасы
- Мины

## Потери
18 июня 2013 года «Аргументы недели», ссылаясь на данные ливанского телеканала «Аль-Манар», сообщили о том, что в Сирии погибли до 500 граждан России, в том числе 439 чеченцев, и 188 уроженцев других республик северного Кавказа.
Как признался один из ключевых лидеров ИГ Абу Умар аш-Шишани, убитый в Ираке в 2016 году, только в 2015 году его бригада («Катибат Аль-Акса») потеряла в боях за город Кобани около 500 боевиков из Чечни. Помимо этого, в других боестолкновениях тоже уроженцы Чечни понесли немало потерь, в основном от авиаударов международной коалиции против «Исламского государства», например, 2016 году потери в живой силе отряда («Катибат Ярмук») под командованием Ахмеда Чатаева составили 400 человек.

## Зоны военной активности
Основная часть развёртывания активной деятельности боевиков в ходе гражданских войн в Сирии и Ираке с 2011 года была сосредоточена в таких районах, городах, как:
- Джиср-эш-Шугур — город в провинции Идлиб
- Кассаб — город в провинции Латакия
- Аль-Баб, Манбидж, Аазаз, Айн-эль-Араб (Кобани) — провинция Алеппо
- Хомс — город в центре западной Сирии
- Пальмира — город в сирийской пустыне
- Хама — город в центральной части Сирии
- Ракка — город на севере Сирии
- Дайр-эз-Заур — на востоке Сирии
- Абу-Камаль — на северо-востоке Сирии
- Мосул — город на севере Ирака
- Байджи, Тикрит, Самарра — провинция Салахуддин
- Эрбиль — город на севере Ирака
- Киркук — город на севере Ирака
- Синджар — город в провинции Найнава
- Эр-Рамади — город в провинции Анбар